# Kolejowy Klub Sportowy Lech Poznań 2021-2022
Questa voce raccoglie le informazioni riguardanti il Kolejowy Klub Sportowy Lech Poznań nelle competizioni ufficiali della stagione 2021-2022.

## Stagione
La stagione 2020-2021 si è rivelata una delle peggiori della storia del Lech, che nel 2021-2022 è chiamato a rialzare immediatamente la testa. Le prime mosse dei kolejorz sono relative soprattutto allo staff tecnico, con Maciej Kędziorek, Maciej Palczewski e Antonin Čepek che si uniscono al team guidato da Maciej Skorża.
Sul mercato, la situazione rimane almeno inizialmente bloccata: i partenti Tomasz Dejewski, Vasyl' Kravec' e Nika Kacharava vengono sostituiti con diversi giocatori rientrati dai prestiti, quali i portieri Miłosz Mleczko e Bartosz Mrozek, i difensori Đorđe Crnomarković e Jakub Niewiadomski, i centrocampisti Karlo Muhar, Mateusz Skrzypczak e Juliusz Letniowski e infine l'esterno offensivo João Amaral. In più, dal mercato invernale era stato bloccato Radosław Murawski, che torna in Polonia dopo aver giocato in Italia e in Turchia.

## Organigramma societario
Area direttiva
- Presidente: Karol Klimczak
- Vicepresidente: Piotr Rutkowski
- Responsabile Settore giovanile: Rafał Ulatowski

Area comunicazione e marketing
- Responsabile area comunicazione: Maciej Henszel

Area sportiva
- Direttore sportivo: Tomasz Rząsa
- Team manager: Mariusz Skrzypczak

Area tecnica
- Allenatore: Maciej Skorża
- Vice allenatore: Dariusz Dudka, Rafał Janas, Maciej Kędziorek
- Preparatore dei portieri: Maciej Palczewski
- Preparatore atletico: Karol Kikut, Antonin Čepek, Maciej Palczewski

Area sanitaria
- Medico sociale: Krzysztof Pawlaczyk, Paweł Cybulski, Andrzej Pyda, Damian Bartkiewicz
- Massofisioterapista: Maciej Łopatka, Marcin Lis, Maciej Smuniewski, Paweł Tota, Patryk Wiśniewski

### Organico
Aggiornata all'8 giugno 2021.
| N. |                        | Ruolo | Calciatore              |
| -- | ---------------------- | ----- | ----------------------- |
| 1  | Paesi Bassi (bandiera) | P     | Mickey van der Hart     |
| 2  | Portogallo (bandiera)  | D     | Joel Vieira Pereira     |
| 3  | Scozia (bandiera)      | D     | Barry Douglas           |
| 4  | Norvegia (bandiera)    | D     | Thomas Rogne            |
| 4  | Polonia (bandiera)     | D     | Tomasz Kędziora         |
| 5  | Portogallo (bandiera)  | D     | Pedro Rebocho           |
| 6  | Svezia (bandiera)      | C     | Jesper Karlström        |
| 7  | Polonia (bandiera)     | C     | Jakub Kamiński          |
| 8  | Rep. Ceca (bandiera)   | C     | Jan Sýkora              |
| 9  | Svezia (bandiera)      | A     | Mikael Ishak (capitano) |
| 10 | Spagna (bandiera)      | C     | Dani Ramírez            |
| 11 | Polonia (bandiera)     | A     | Filip Marchwiński       |
| 15 | Croazia (bandiera)     | C     | Karlo Muhar             |
| 16 | Croazia (bandiera)     | C     | Antonio Milić           |
| 17 | Polonia (bandiera)     | A     | Filip Wilak             |
| 18 | Polonia (bandiera)     | D     | Bartosz Salamon         |
| 19 | Polonia (bandiera)     | A     | Norbert Pacławski       |
| 20 | Polonia (bandiera)     | D     | Maksymilian Pingot      |
| 20 | Stati Uniti (bandiera) | A     | Aron Jóhannsson         |
| 21 | Polonia (bandiera)     | C     | Michał Skóraś           |
| 22 | Polonia (bandiera)     | C     | Radosław Murawski       |

| N. |                           | Ruolo | Calciatore                 |
| -- | ------------------------- | ----- | -------------------------- |
| 23 | Norvegia (bandiera)       | C     | Kristoffer Velde           |
| 24 | Portogallo (bandiera)     | A     | João Amaral                |
| 25 | Portogallo (bandiera)     | C     | Pedro Tiba (Vice-capitano) |
| 27 | Polonia (bandiera)        | C     | Mateusz Skrzypczak         |
| 28 | Polonia (bandiera)        | D     | Filip Borowski             |
| 30 | Georgia (bandiera)        | C     | Nika Kvekveskiri           |
| 31 | Polonia (bandiera)        | P     | Bartosz Mrozek             |
| 34 | Polonia (bandiera)        | C     | Tymoteusz Klupś            |
| 35 | Polonia (bandiera)        | P     | Filip Bednarek             |
| 37 | Slovacchia (bandiera)     | D     | Ľubomír Šatka              |
| 38 | Polonia (bandiera)        | A     | Jakub Karbownik            |
| 43 | Polonia (bandiera)        | C     | Antoni Kozubal             |
| 44 | Polonia (bandiera)        | D     | Alan Czerwiński            |
| 50 | Costa d'Avorio (bandiera) | C     | Adriel Ba Loua             |
| 74 | Polonia (bandiera)        | C     | Jakub Antczak              |
| 74 | Polonia (bandiera)        | D     | Krystian Palacz            |
| 88 | Croazia (bandiera)        | A     | Roko Baturina              |
| 90 | Polonia (bandiera)        | A     | Artur Sobiech              |
| 97 | Polonia (bandiera)        | A     | Dawid Kownacki             |
| 99 | Polonia (bandiera)        | P     | Miłosz Mleczko             |

## Calciomercato

### Sessione estiva (dal 1/7 al 31/8)
| Acquisti         | Acquisti            | Acquisti         | Acquisti      |
| R.               | Nome                | da               | Modalità      |
| ---------------- | ------------------- | ---------------- | ------------- |
| D                | Joel Vieira Pereira | Gil Vicente      | gratuito      |
| D                | Barry Douglas       | Blackburn        | gratuito      |
| D                | Pedro Rebocho       | Guingamp         | definitivo    |
| C                | Radosław Murawski   | Denizlispor      | gratuito      |
| C                | Adriel Ba Loua      | Viktoria Plzeň   | 1.500.000     |
| A                | Artur Sobiech       | Fatih Karagümrük | gratuito      |
| A                | Roko Baturina       | Ferencváros      | prestito      |
| Altre operazioni |                     |                  |               |
| R.               | Nome                | da               | Modalità      |
| P                | Bartosz Mrozek      | GKS Katowice     | fine prestito |
| P                | Miłosz Mleczko      | Widzew Łódź      | fine prestito |
| D                | Đorđe Crnomarković  | Zagłębie Lubin   | fine prestito |
| C                | Mateusz Skrzypczak  | Stomil Olsztyn   | fine prestito |
| C                | Karlo Muhar         | Kayserispor      | fine prestito |
| C                | Juliusz Letniowski  | Arka Gdynia      | fine prestito |
| C                | Łukasz Norkowski    | GKS Tychy        | fine prestito |
| A                | João Amaral         | Paços Ferreira   | fine prestito |

| Cessioni         | Cessioni           | Cessioni        | Cessioni       |
| R.               | Nome               | a               | Modalità       |
| ---------------- | ------------------ | --------------- | -------------- |
| D                | Tymoteusz Puchacz  | Union Berlino   | 3.500.000 euro |
| D                | Đorđe Crnomarković | Olimpia Lubiana | definitivo     |
| D                | Tomasz Dejewski    | Widzew Łódź     | svincolato     |
| D                | Vasyl' Kravec'     | Leganés         | fine prestito  |
| C                | Karlo Muhar        | CSKA Sofia      | prestito       |
| C                | Jan Sýkora         | Viktoria Plzeň  | prestito       |
| A                | Nik'a K'ach'arava  | Anorthōsis      | fine prestito  |
| A                | Filip Szymczak     | GKS Katowice    | prestito       |
| A                | Aron Jóhannsson    | Senza squadra   | svincolato     |
| Altre operazioni |                    |                 |                |
| R.               | Nome               | da              | Modalità       |
| P                | Krzysztof Bąkowski | Stomil Olsztyn  | prestito       |
| C                | Juliusz Letniowski | Widzew Łódź     | prestito       |
| A                | Hubert Sobol       | Wisła Cracovia  | svincolato     |

### Sessione invernale (dal 1/2 al 28/2)
| Acquisti | Acquisti           | Acquisti           | Acquisti      |
| R.       | Nome               | da                 | Modalità      |
| -------- | ------------------ | ------------------ | ------------- |
| D        | Tomasz Kędziora    | Dinamo Kiev        | prestito      |
| D        | Jakub Niewiadomski | GKS Jastrzębie     | fine prestito |
| C        | Kristoffer Velde   | Haugesund          | definitivo    |
| A        | Dawid Kownacki     | Fortuna Düsseldorf | prestito      |

| Cessioni | Cessioni        | Cessioni           | Cessioni      |
| R.       | Nome            | a                  | Modalità      |
| -------- | --------------- | ------------------ | ------------- |
| D        | Thomas Rogne    | Apollōn Smyrnīs    | definitivo    |
| D        | Filip Borowski  | Zagłębie Sosnowiec | prestito      |
| C        | Antoni Kozubal  | Górnik Polkowice   | prestito      |
| A        | Jakub Karbownik | GKS Katowice       | prestito      |
| A        | Roko Baturina   | Ferencváros        | fine prestito |

## Risultati

### Ekstraklasa

#### Girone di andata
| Poznań 23 luglio 2021, ore 20:30 CEST 1ª giornata | Lech Poznań        | 0 – 0 | Radomiak Radom | Stadion Miejski\| Arbitro: \| Bartosz Frankowski \| |
| Arbitro:                                          | Bartosz Frankowski |       |                |                                                     |

| Arbitro: | Szymon Marciniak |

|            |           |                                   |
| Jiménez 8’ | Marcatori | 38’ Kamiński 49’ Ishak 69’ Skóraś |

| Arbitro: | Daniel Sylwestrzak |

|                          |           |  |
| Salamon 48’ Kamiński 54’ | Marcatori |  |

| Nieciecza 13 agosto 2021, ore 18:00 CEST 4ª giornata                           | Nieciecza | 1 – 3                             | Lech Poznań | Stadio Bruk-Bet |
| \| \| \| \| \| Wlazło 42’ \| Marcatori \| 3’ Douglas 4’ J. Amaral 81’ Ishak \| |           |                                   |             |                 |
|                                                                                |           |                                   |             |                 |
| Wlazło 42’                                                                     | Marcatori | 3’ Douglas 4’ J. Amaral 81’ Ishak |             |                 |

| Arbitro: | Krzysztof Jakubik |

|                          |           |  |
| Ishak 17’ Kveveskiri 63’ | Marcatori |  |

| Arbitro: | Tomasz Musial |

|            |           |             |
| Tiba 90+4’ | Marcatori | 85’ Zahovič |

| Arbitro: | Szymon Marciniak |

|                                |           |                             |
| Cebula 14’ (rig.) Musiolik 48’ | Marcatori | 57’ Amaral 73’ (rig.) Ishak |

| Arbitro: | Tomasz Kwiatkowski |

|                                                                 |           |  |
| Amaral 29’ Ba Loua 45+1’ Rebocho 52’ Ishak 60’ Ishak 77’ (rig.) | Marcatori |  |

| Arbitro: | Paweł Raczkowski |

|          |           |  |
| Imaz 71’ | Marcatori |  |

| Arbitro: | Bartosz Frankowski |

|                                               |           |  |
| Amaral 2’ Kamiński 30’ Kamiński 54’ Ishak 56’ | Marcatori |  |

| Arbitro: | Tomasz Musial |

|  |           |           |
|  | Marcatori | 54’ Ishak |

| Arbitro: | Damian Sylwestrzak |

|                                                  |           |             |
| Salamon 14’ Murawski 53’ Kamiński 78’ Amaral 89’ | Marcatori | 16’ Lagator |

| Mielec 29 ottobre 2021, ore 20:30 CEST 13ª giornata | Stal Mielec | 0 – 0 | Lech Poznań | Stadion Stali Mielec |

| Arbitro: | Sebastian Krasny |

|         |           |            |
| Gol 79’ | Marcatori | 18’ Amaral |

| Arbitro: | Daniel Stefański |

|            |           |  |
| Amaral 55’ | Marcatori |  |

| Arbitro: | Paweł Raczkowski |

|                     |           |  |
| Milić 53’ Ishak 64’ | Marcatori |  |

| Arbitro: | Damian Kos |

|                    |           |                                  |
| Kruk 49’ Šimić 60’ | Marcatori | 6’ Milić 12’ Amaral 54’ Kamiński |

#### Girone di ritorno
| Arbitro: | Jarosław Przybył |

|                                   |           |                  |
| Angielski 14’ (rig.) Maurides 28’ | Marcatori | 79’ (rig.) Ishak |

| Arbitro: | Jarosław Przybył |

|                             |           |             |
| Kvekveskiri 44’ Milić 90+9’ | Marcatori | 36’ Jiménez |

| Arbitro: | Damian Sylwestrzak |

|                                    |           |                                    |
| Rakoczy 18’ Myszor 77’ Balaj 90+1’ | Marcatori | 29’ Amaral 47’ Kamiński 67’ Amaral |

| Arbitro: | Damian Kos |

|                                                                |           |  |
| Ishak 18’ Kamiński 27’ D. Ramírez 44’ Salamon 55’ Kownacki 85’ | Marcatori |  |

| Arbitro: | Paweł Raczkowski |

|              |           |  |
| Koperski 85’ | Marcatori |  |

| Arbitro: | Paweł Raczkowski |

|  |           |                                         |
|  | Marcatori | 70’ Ishak 72’ Kownacki 76’ (rig.) Ishak |

| Arbitro: | Damian Sylwestrzak |

|  |           |               |
|  | Marcatori | 50’ Ivi López |

| Arbitro: | Tomasz Kwiatkowski |

|              |           |             |
| Ondrášek 43’ | Marcatori | 90+7’ Milić |

| Arbitro: | Paweł Raczkowski |

|                                   |           |  |
| Ishak 47’ Amaral 53’ Kownacki 72’ | Marcatori |  |

| Arbitro: | Krzysztof Jakubik |

|  |           |            |
|  | Marcatori | 48’ Skóraś |

| Arbitro: | Damian Sylwestrzak |

|           |           |           |
| Šatka 30’ | Marcatori | 40’ Lopes |

| Arbitro: | Paweł Raczkowski |

|  |           |              |
|  | Marcatori | 44’ Kownacki |

| Arbitro: | Daniel Stefański |

|                                      |           |            |
| Amaral 12’ Ishak 31’ Żyro 49’ (aut.) | Marcatori | 2’ Steczyk |

| Arbitro: | Sebastian Krasny |

|                                   |           |  |
| Amaral 4’ Karlström 26’ Ishak 44’ | Marcatori |  |

| Arbitro: | Paweł Raczkowski |

|             |           |                        |
| Kądzior 46’ | Marcatori | 16’ Kamiński 88’ Ishak |

| Arbitro: | Tomasz Kwiatkowski |

|                       |           |                        |
| Kopczyński 10’ (rig.) | Marcatori | 22’ Amaral 45+4’ Ishak |

| Arbitro: | Szymon Marciniak |

|                             |           |                    |
| Kędziora 10’ Czerwiński 38’ | Marcatori | 64’ (rig.) Chodyna |

### Puchar Polski

#### Primo Turno
| Arbitro: | Zbigniew Dobrynin |

|  |           |                                     |
|  | Marcatori | 17’ Sobiech 59’ Douglas 84’ Kozubal |

#### Secondo turno
| Arbitro: | Patryk Gryckiewicz |

|  |           |                                    |
|  | Marcatori | 9’ D. Ramírez 21’ (aut.) Broniarek |

#### Ottavi di finale
| Arbitro: | Dominik Sulikowski |

|  |           |                                                         |
|  | Marcatori | 17’ Marchwiński 24’ Sobiech 33’ Czerwiński 64’ Murawski |

#### Quarti di finale
| Arbitro: | Bartosz Frankowski |

|  |           |                       |
|  | Marcatori | 31’ Amaral 58’ Amaral |

#### Semifinale
| Arbitro: | Piotr Lasyk |

|  |           |                                      |
|  | Marcatori | 26’ Kownacki 49’ Douglas 58’ Douglas |

#### Finale
| Arbitro: | Szymon Marciniak |

|            |           |                                         |
| Amaral 52’ | Marcatori | 6’ Gutkovskis 36’ Wdowiak 76’ Ivi López |

## Statistiche

### Statistiche di squadra
Statistiche aggiornate al 23 maggio 2022.
| Competizione  | Punti  | In casa | In casa | In casa | In casa | In casa | In casa | In trasferta | In trasferta | In trasferta | In trasferta | In trasferta | In trasferta | Totale | Totale | Totale | Totale | Totale | Totale | D.R. |
| Competizione  | Punti  | G       | V       | N       | P       | Gf      | Gs      | G            | V            | N            | P            | Gf           | Gs           | G      | V      | N      | P      | Gf     | Gs     | D.R. |
| ------------- | ------ | ------- | ------- | ------- | ------- | ------- | ------- | ------------ | ------------ | ------------ | ------------ | ------------ | ------------ | ------ | ------ | ------ | ------ | ------ | ------ | ---- |
| Ekstraklasa   | 74     | 17      | 13      | 3       | 1       | 40      | 7       | 17           | 9            | 5            | 3            | 27           | 17           | 34     | 22     | 8      | 4      | 67     | 25     | +44  |
| Puchar Polski | Finale | 1       | 0       | 0       | 1       | 1       | 3       | 5            | 5            | 0            | 0            | 14           | 0            | 6      | 4      | 0      | 1      | 15     | 3      | +11  |
| Totale        | -      | 18      | 13      | 3       | 2       | 41      | 10      | 22           | 14           | 5            | 3            | 41           | 17           | 40     | 26     | 8      | 5      | 82     | 28     | +55  |

### Andamento in campionato
| Giornata  | 1  | 2 | 3 | 4 | 5 | 6 | 7 | 8 | 9 | 10 | 11 | 12 | 13 | 14 | 15 | 16 | 17 | 18 | 19 | 20 | 21 | 22 | 23 | 24 | 25 | 26 | 27 | 28 | 29 | 30 | 31 | 32 | 33 | 34 |
| --------- | -- | - | - | - | - | - | - | - | - | -- | -- | -- | -- | -- | -- | -- | -- | -- | -- | -- | -- | -- | -- | -- | -- | -- | -- | -- | -- | -- | -- | -- | -- | -- |
| Luogo     | C  | T | C | T | C | C | T | C | T | C  | T  | C  | T  | T  | C  | C  | T  | T  | C  | T  | C  | T  | T  | C  | T  | C  | T  | C  | T  | C  | C  | T  | T  | C  |
| Risultato | N  | V | V | V | V | N | N | V | P | V  | V  | V  | N  | N  | V  | V  | V  | P  | V  | N  | V  | P  | V  | P  | N  | V  | V  | N  | V  | V  | V  | V  | V  | V  |
| Posizione | 13 | 3 | 1 | 1 | 1 | 1 | 1 | 1 | 1 | 1  | 1  | 1  | 1  | 1  | 1  | 1  | 1  | 1  | 1  | 1  | 1  | 2  | 1  | 3  | 3  | 3  | 3  | 1  | 1  | 2  | 2  | 1  | 1  | 1  |

Fonte:  Calendario Ekstraklasa, su transfermarkt.it, Transfermarkt. URL consultato il 17 agosto 2020 (archiviato dall'url originale l'11 settembre 2014).
Legenda:

Luogo: C = Casa; T = Trasferta. Risultato: V = Vittoria; N = Pareggio; P = Sconfitta.

### Statistiche dei giocatori
.
| Giocatore       | Ekstraklasa | Ekstraklasa | Ekstraklasa | Ekstraklasa | Coppa di Polonia | Coppa di Polonia | Coppa di Polonia | Coppa di Polonia | Totale   | Totale | Totale      | Totale     |
| Giocatore       | Presenze    | Reti        | Ammonizioni | Espulsioni  | Presenze         | Reti             | Ammonizioni      | Espulsioni       | Presenze | Reti   | Ammonizioni | Espulsioni |
| --------------- | ----------- | ----------- | ----------- | ----------- | ---------------- | ---------------- | ---------------- | ---------------- | -------- | ------ | ----------- | ---------- |
| M. van der Hart | 16          | 0           | 0           | 0           | 3                | 0                | 0                | 0                | 19       | 0      | 0           | 0          |
| J. Pereira      | 28          | 0           | 1           | 1           | 5                | 0                | 0                | 0                | 33       | 0      | 1           | 1          |
| B. Douglas      | 15          | 1           | 5           | 0           | 3                | 3                | 0                | 0                | 18       | 4      | 5           | 0          |
| T. Rogne        | 1           | 0           | 0           | 0           | 2                | 0                | 0                | 0                | 3        | 0      | 0           | 0          |
| T. Kędziora     | 6           | 1           | 0           | 0           | 1                | 0                | 0                | 0                | 7        | 1      | 0           | 0          |
| P. Rebocho      | 21          | 1           | 2           | 0           | 2                | 0                | 1                | 0                | 23       | 1      | 3           | 0          |
| J. Karlström    | 32          | 1           | 5           | 0           | 4                | 0                | 1                | 0                | 36       | 1      | 6           | 0          |
| J. Kamiński     | 33          | 9           | 2           | 0           | 3                | 0                | 0                | 0                | 36       | 9      | 2           | 0          |
| J. Sýkora       | 4           | 0           | 0           | 0           | 0                | 0                | 0                | 0                | 4        | 0      | 0           | 0          |
| M. Ishak        | 30          | 17          | 5           | 0           | 2                | 0                | 0                | 0                | 32       | 17     | 5           | 0          |
| D. Ramírez      | 26          | 1           | 1           | 0           | 5                | 1                | 0                | 0                | 31       | 2      | 1           | 0          |
| F. Marchwiński  | 18          | 0           | 1           | 0           | 5                | 1                | 1                | 0                | 23       | 1      | 2           | 0          |
| A. Milić        | 26          | 4           | 3           | 0           | 2                | 0                | 1                | 0                | 28       | 4      | 4           | 0          |
| F. Wilak        | 0           | 0           | 0           | 0           | 0                | 0                | 0                | 0                | 0        | 0      | 0           | 0          |
| B. Salamon      | 25          | 3           | 3           | 0           | 1                | 0                | 0                | 0                | 26       | 3      | 3           | 0          |
| N. Pacławski    | 0           | 0           | 0           | 0           | 2                | 0                | 0                | 0                | 2        | 0      | 0           | 0          |
| M. Pingot       | 0           | 0           | 0           | 0           | 0                | 0                | 0                | 0                | 0        | 0      | 0           | 0          |
| M. Skóraś       | 29          | 2           | 4           | 0           | 6                | 0                | 2                | 0                | 35       | 2      | 6           | 0          |
| R. Murawski     | 21          | 1           | 0           | 0           | 5                | 1                | 1                | 0                | 26       | 2      | 1           | 0          |
| K. Velde        | 8           | 0           | 0           | 0           | 2                | 0                | 0                | 0                | 10       | 0      | 0           | 0          |
| J. Amaral       | 32          | 14          | 2           | 0           | 4                | 3                | 1                | 0                | 36       | 17     | 3           | 0          |
| P. Tiba         | 25          | 1           | 4           | 0           | 2                | 0                | 0                | 0                | 27       | 1      | 4           | 0          |
| M. Skrzypczak   | 2           | 0           | 0           | 0           | 5                | 0                | 0                | 0                | 7        | 0      | 0           | 0          |
| F. Borowski     | 0           | 0           | 0           | 0           | 1                | 0                | 0                | 0                | 1        | 0      | 0           | 0          |
| N. Kvekveskiri  | 28          | 2           | 4           | 0           | 6                | 0                | 0                | 0                | 34       | 2      | 4           | 0          |
| B. Mrozek       | 0           | 0           | 0           | 0           | 2                | 0                | 0                | 0                | 2        | 0      | 0           | 0          |
| T. Klupś        | 0           | 0           | 0           | 0           | 0                | 0                | 0                | 0                | 0        | 0      | 0           | 0          |
| F. Bednarek     | 20          | 0           | 0           | 0           | 1                | 0                | 0                | 0                | 21       | 0      | 0           | 0          |
| L. Šatka        | 25          | 1           | 2           | 0           | 3                | 0                | 0                | 0                | 28       | 1      | 2           | 0          |
| J. Karbownik    | 0           | 0           | 0           | 0           | 0                | 0                | 0                | 0                | 0        | 0      | 0           | 0          |
| A. Kozubal      | 1           | 0           | 0           | 0           | 3                | 1                | 0                | 0                | 4        | 1      | 0           | 0          |
| A. Czerwiński   | 11          | 1           | 0           | 0           | 3                | 1                | 0                | 0                | 14       | 2      | 0           | 0          |
| A. Ba Loua      | 25          | 1           | 3           | 0           | 4                | 0                | 0                | 0                | 29       | 1      | 3           | 0          |
| J. Antczak      | 1           | 0           | 0           | 0           | 0                | 0                | 0                | 0                | 1        | 0      | 0           | 0          |
| K. Palacz       | 0           | 0           | 0           | 0           | 0                | 0                | 0                | 0                | 0        | 0      | 0           | 0          |
| R. Baturina     | 0           | 0           | 0           | 0           | 3                | 0                | 0                | 0                | 3        | 0      | 0           | 0          |
| A. Sobiech      | 12          | 0           | 0           | 0           | 3                | 2                | 1                | 0                | 15       | 2      | 1           | 0          |
| D. Kownacki     | 14          | 4           | 4           | 0           | 3                | 1                | 0                | 0                | 17       | 5      | 4           | 0          |
| M. Mleczko      | 0           | 0           | 0           | 0           | 0                | 0                | 0                | 0                | 0        | 0      | 0           | 0          |